# Yangchienia
Yangchienia, en ocasiones erróneamente denominado Jangchienia, es un género de foraminífero bentónico de la subfamilia Fusulinellinae, de la familia Fusulinidae, de la superfamilia Fusulinoidea, del suborden Fusulinina y del orden Fusulinida. Su especie tipo es Yangchienia iniqua. Su rango cronoestratigráfico abarca desde el Darvasiense hasta el Murgabiense (Pérmico superior).

## Discusión
Clasificaciones más recientes incluyen Yangchienia en la subclase Fusulinana de la clase Fusulinata.

## Clasificación
Yangchienia incluye a las siguientes especies:
- Yangchienia antiqua †
- Yangchienia compressaeformis †
- Yangchienia elongata †
- Yangchienia fusiformis †
- Yangchienia gigantea †
- Yangchienia hainanica †
- Yangchienia haydeni †
- Yangchienia iniqua †
- Yangchienia magna †
- Yangchienia primaris †
- Yangchienia thompsoni †
- Yangchienia tobleri †
  - Yangchienia tobleri ulugensis †
- Yangchienia tumida †